# Museu Nacional de Cracóvia
O Museu Nacional de Cracóvia (em polonês/polaco:  Muzeum Narodowe w Krakowie), popularmente abreviado como MNK, é um museu nacional em Cracóvia, fundado em 1879. É a principal filial do Museu Nacional da Polônia, que possui várias filiais independentes com coleções permanentes em todo o país. O Museu consiste em 21 departamentos divididos por período de arte; 11 galerias, 2 bibliotecas e 12 oficinas de conservação. Possui cerca de 780 000 objetos de arte, abrangendo desde a arqueologia clássica até a arte moderna, com foco especial na pintura polonesa.